# アルバート・K・コーエン
アルバート・キルキデル・コーエン(Albert Kircidel Cohen、1918年1月15日 - 2014年11月25日)は、アメリカの犯罪学者。都市におけるギャングの非行サブカルチャー理論で知られる。主な著作に『非行少年：ギャングの文化(Delinquent Boys: Culture of the Gang)』がある。1984年から1985年まで、アメリカ犯罪学会(American Society of Criminology:ASC)の副会長を務めた。1993年にエドウィン・H・サザーランド賞受賞。

## 功績
コーエンはタルコット・パーソンズの教え子であり、彼の影響の下で博士論文を執筆した。パーソンズとコーエンはコーエンがハーバードを離れた後もやりとりを続けていたという。
コーエンは1995年の著作『非行少年：ギャングの文化(Delinquent Boys: Culture of the Gang)』におけるギャングについての理論的記述の中で、どのようにしてギャングが社会における規範や価値観を彼ら自身のサブカルチャーに「置き換え」ようとしているのかを提示した。コーエンは二つの基礎的原則を提示し、そのうちの一つは「ステータス・フラストレーション(直訳すると「地位への不満」)」と呼ばれている。
ステータス・フラストレーションは主に下位階級の若者について言われることである。彼ら独自の社会的リアリティと社会全体が推進する目標は大きくかけ離れている。彼らは不利・不平等に直面して不満を持ち、これがコーエンの言う二つ目の原則「リアクション・フォーメーション(直訳すると「反発の形成」)」につながる。
リアクション・フォーメーションとはステータス・フラストレーションに起因する反発であり、下位階級に属する若者が社会の規範や価値観を代替のもの(すなわち、彼ら独自のサブカルチャー文化)に置き換えようという自己認識を持つことである。つまり、社会の一般的目標を重視して一生懸命に働くのではなく、代わりに尊敬を得るために誰が一番暴力的な行為を行ったかというような非行行動に目標が置き換わってしまうのである。このことにより、非行集団においては社会全体から受容され得ないような価値観や地位の感覚が醸成される。こうした過程を経て、非行集団のメンバーは社会による排除に適応することが可能になるのである。ロバート・K・マートンの「ひずみ」理論とは異なり、コーエンはステータス・フラストレーションによる社会への反発は個人によるものというより、集団的なものであると考えていた。
この理論は、西洋社会において非功利主義的犯罪(例：ヴァンダリズム、浮浪、ジョイライド(目的のない、快楽のための車盗))が急増していたことを説明するものだった。このような行為は加害者に金銭的利益をもたらすことはないが、非行集団のメンバーにとっては価値を持つようになる。そのようにして、非行は仲間集団において地位や特権を得るための身近な手段になるのである。

## 経歴
コーエンは1948年にハーバード大学で社会学の学位を得て卒業している。